# Irruzione
(Graffiti nel Nono Distretto)

Il logo del set

Irruzione (in inglese Gatecrash) è un'espansione del gioco di carte collezionabili Magic: l'Adunanza, edito da Wizards of the Coast. In vendita in tutto il mondo dal 1º febbraio 2013, è il secondo set di tre del Blocco di Ritorno a Ravnica, che comprende anche Ritorno a Ravnica e Labirinto del Drago.

## Ambientazione
Gli intrighi fra le gilde non cessano un istante nel piano dimensionale di Ravnica, già noto ai giocatori di Magic. Lazav, geniale stratega e mutaforma, ha assunto il comando della Casata Dimir e trama costantemente nell'ombra, cercando di dominare tutta Ravnica grazie alla sua rete di spie. Per realizzare i suoi intenti, Lazav non esita a sfruttare la violenza del selvaggio Clan Gruul e la corruzione del Sindacato Orzhov come coperture, nonché le profonde conoscenze biologiche dell'Alleanza Simic, costantemente dedita alla creazione di nuovi ibridi animali. Ciò che più si oppone ai piani del nuovo comandante Dimir è però la Legione Boros, l'esercito di Ravnica guidato dall'angelo Aurelia.

## Caratteristiche
Irruzione è composta da 249 carte, stampate a bordo nero, così ripartite:
- per colore: 28 bianche, 28 blu, 28 nere, 28 rosse, 28 verdi, 85 multicolore/ibride, 13 incolori, 11 terre.
- per rarità: 101 comuni, 80 non comuni, 53 rare e 15 rare mitiche.

Il simbolo dell'espansione è composto da un cancello spezzato, e si presenta nei consueti quattro colori a seconda della rarità: nero per le comuni, argento per le non comuni, oro per le rare, e bronzo per le rare mitiche.
Irruzione è disponibile in bustine da 15 carte casuali e in 5 mazzi tematici precostituiti da 60 carte ciascuno:
- Boros Battalion (bianco/rosso)
- Dimir Dementia (blu/nero)
- Orzhov Oppression (nero/bianco)
- Gruul Goliaths (rosso/verde)
- Simic Synthesis (verde/blu)

### Prerelease
Irruzione fu presentata in tutto il mondo durante i tornei di prerelease il 26 gennaio 2013. Diversamente dal solito, durante il prerelease ogni giocatore ha dovuto scegliere una delle cinque gilde di Ravnica presenti in questo set, ricevendo un cofanetto della gilda appropriata, che oltre a contenere diverse bustine da 15 carte casuali, forniva una "bustina di gilda", contenenti carte solo dei colori della gilda scelta. Queste confezioni contenevano anche una speciale carta olografica promozionale, che per la prima volta rispetto agli altri tornei di prerelease poteva essere inclusa all'interno del proprio mazzo durante il torneo. La carta promo era differente per ogni gilda, ma tutte e cinque presentavano un'illustrazione alternativa rispetto alle carte che si potevano trovare nelle bustine. Ecco di seguito l'elenco:
- Thrull del Tesoro per il Sindacato Orzhov
- Aberrazione Distruttiva per la Casata Dimir
- Campione della Fonderia per la Legione Boros
- Colosso di Macerie per i Clan Gruul
- Maga della Profondità per l'Alleanza Simic

### Ristampe
Nel set sono state ristampate le seguenti carte da espansioni precedenti:
- Atto di Tradimento (presente nei set base da Magic 2010 a Magic 2012 compresi)
- Bestia Tizzone (dall'espansione Odissea)
- Bonifica Forsennata (dall'espansione Invasione)
- Carica dei Giusti (dai set introduttivi Portal Seconda Era e Starter)
- Castigo (dall'espansione Ascesa degli Eldrazi)
- Elementale di Braci (dall'espansione Maschere di Mercadia, presente anche nel set speciale Planechase)
- Fonderia Sacra (dall'espansione Ravnica: Città delle Gilde)
- Grifone d'Assalto (presente nei set base Magic 2011 e Magic 2012)
- Invitare Apparizione (dall'espansione Vespro)
- Legionaria Cavaliera dei Cieli (dall'espansione Ravnica: Città delle Gilde)
- Pozza Prolifica (dall'espansione Discordia)
- Prisma Profetico (dall'espansione Ascesa degli Eldrazi, presente anche nel set speciale Commander)
- Ritorno alla Natura (dalle espansioni Assalto, Frammenti di Alara, Ascesa degli Eldrazi e Innistrad, e presente nei set base dall'Ottava Edizione a Magic 2013)
- Santuario Senza Dio (dall'espansione Patto delle Gilde)
- Terreno Calpestabile (dall'espansione Patto delle Gilde)
- Terreno Contaminato (dall'espansione Ascesa degli Eldrazi)
- Tomba d'Acqua (dall'espansione Ravnica: Città delle Gilde)

## Errori di traduzione
Nella versione italiana alcune carte già stampate in passato in altri set hanno ricevuto una nuova traduzione del loro nome. Esse sono la Bestia Tizzone, l'Elementale di Braci e la Legionaria Cavaliera dei Cieli, che rispettivamente erano già state stampate in italiano come Bestia di Brace, Elementale della Cenere e Legionario Cavaliere dei Cieli. Questo è un errore che capita molto raramente nelle traduzioni delle carte di Magic in altre lingue, perché il nome stesso di una carta ha importanti effetti sul gioco. Innanzi tutto un grimorio non può contenere più di quattro carte con lo stesso nome; alcune regole fondamentali del gioco poi, come la "regola leggendaria", chiamano in causa esplicitamente il nome delle carte, (tale regola ad esempio sentenzia che se in qualsiasi momento due permanenti leggendari con lo stesso nome si trovano contemporaneamente sul campo di battaglia, entrambi vengono immediatamente messi nei cimiteri dei rispettivi proprietari); infine moltissimi effetti durante una partita possono chiedere a un giocatore di scegliere il nome di una carta, con le conseguenze più diverse. Le regole del gioco stabiliscono anche che il nome "ufficiale" delle carte è quello originale inglese, e quindi la Bestia di Brace e la Bestia Tizzone sono in effetti la stessa carta, che in inglese si chiama Ember Beast in tutte le sue ristampe. Questo può confondere i giocatori italofoni, che devono sapere a priori di non poter, ad esempio, inserire nel loro mazzo quattro Elementale di Braci se ci sono già quattro Elementale della Cenere, perché le due carte sono in realtà la stessa, dato che il nome inglese è sempre Cinder Elemental.
Un'ulteriore carta di Irruzione, questa volta non una ristampa, presenta un errore di tipo inverso rispetto a quelli sopra riportati, il Colpo Frantumante, traduzione della carta in inglese Shattering Blow. Tuttavia nella edizione italiana di Flagello era già stata pubblicata una carta chiamata Colpo Frantumante, come traduzione dell'originale Scattershot. In questo caso si hanno quindi due carte in italiano che condividono il loro nome ma hanno effetti e funzionamento completamente diversi. I giocatori, se il formato di gioco lo permette, potranno quindi avere contemporaneamente nel loro mazzo quattro copie del Colpo Frantumante di Irruzione e quattro copie di quello di Flagello, essendo in effetti due carte differenti.

## Novità
Irruzione introduce nuove abilità nel gioco, una per ogni gilda. Inoltre in questa espansione vengono presentate due nuove carte Planeswalker.

### Nuove abilità
- Estorcere

Abilità della gilda Orzhov, Estorcere è presente in molte creature ed incantesimi della gilda: ogniqualvolta il giocatore lancia una magia qualsiasi, ha la possibilità di pagare un mana (bianco o nero) addizionale per ogni permanente con Estorcere controllato. Per ogni mana pagato in questo modo, ogni avversario perderà un punto vita ed il giocatore guadagnerà il totale dei punti vita persi dai suoi rivali.
- Impeto Sanguinario

Abilità della gilda Gruul, Impeto Sanguinario è una parola chiave seguita da un'abilità diversa per ogni creatura dotata di essa. Lo svolgimento è però simile: pagando un costo di mana e scartando dalla propria mano la creatura dotata dell'abilità, è possibile aumentare forza e costituzione di una creatura attaccante (che in quel momento sta attaccando l'avversario) e donarle eventualmente nuove abilità: il bonus di forza/costituzione e le abilità nuove sono proprio quelle della creatura scartata. Esempio: attaccando con la Discepola delle Antiche Usanze (forza e costituzione 2/2), ed utilizzando l'abilità Impeto Sanguinario della Furia del Clan Ghor (una creatura attaccante prende +4/+4 e l'abilità Travolgere), la Discepola riceverà dei bonus e diventerà fino alla fine del turno una creatura con forza/costituzione 6/6 e Travolgere.
- Battaglione

Abilità della gilda Boros, Battaglione è una parola chiave seguita da un'abilità diversa per ogni creatura dotata di essa: le abilità in sé, generalmente in grado di potenziare le creature controllate o infliggere danni supplementari, si attiveranno se il giocatore attacca l'avversario con almeno tre creature, fra cui quella dotata dell'abilità.
- Evoluzione

Abilità della gilda Simic, Evoluzione permette ad una Creatura dotata dell'abilità di ricevere un segnalino +1/+1 (che aumenterà quindi di un punto la sua forza e costituzione), se il suo controllore gioca una creatura con forza o costituzione maggiori. Molte creature della gilda hanno abilità basate sul numero di segnalini su di esse presenti.
- Cifrare

Abilità della gilda Dimir, Cifrare è presente in diverse magie Istantaneo e Stregoneria: dopo la loro risoluzione, le magie con quest'abilità potranno essere rimosse dal gioco ed idealmente "assegnate" ad una creatura. Ogniqualvolta suddetta creatura infliggerà danno ad un giocatore, il suo controllore potrà lanciare nuovamente la magia cifrata, senza spendere mana. Su una creatura possono essere cifrate più magie, e la cifratura resta anche qualora la creatura smettesse di esserlo (come nel caso degli artefatti che possono temporaneamente comportarsi come creature).

### Nuovi Planeswalker

#### Gideon, Campione di Giustizia
Alla ricerca di aiuto per la tremenda guerra nel piano dimensionale di Zendikar, Gideon Jura giunse a Ravnica ma, scoprendo che le gilde non erano più in pace, decise di unirsi ad una di esse: i Boros, i difensori dell'ordine, e combattere affinché gli innocenti non pagassero le conseguenze dell'odio fra le gilde.

#### Domri Rade
Domri è un ragazzo appartenente al clan Gruul che ha risvegliato la sua scintilla durante una sepoltura rituale. Solo di recente si sta adeguando alla sua nuova condizione ed è consapevole di tenerla nascosta per evitare che venga preso per un folle. È uno dei più giovani planeswalker del multiverso.